# Gens Servilia
Die Servilier (lateinisch gens Servilia oder Servilii) waren eine der ältesten römischen Patrizierfamilien, die angeblich aus Alba Longa nach Rom übergesiedelt war. Seit dem Jahr 495 v. Chr. gehörte die gens Servilia zu den konsularischen Familien. In der frühen Republik gab es die Zweige der Servilii Ahalae und Servilii Fidenates. Die aus den Cognomina des Ahnherrn Publius Servilius Priscus Structus ableitbaren Zweige der Prisci oder Structi sind nicht belegbar. Nach dem Jahr 412 v. Chr. tauchen die Servilier für längere Zeit nicht mehr in den Fasti auf.
Seit dem ersten punischen Krieg stellten die Servilier mit dem patrizischen Zweig der Caepiones (die sich von den Ahalae herleiteten) und dem ursprünglichen patrizischen, dann wegen des Übertritts zur Plebs, wahrscheinlich um Volkstribun werden zu können, plebejischen Zweig der Gemini wieder zahlreiche Magistrate. Darüber hinaus entwickelten sich die Linien der Vatiae – später als Isaurici bekannt – und der plebejischen Rulli.
Die meistgenutzten Praenomina („Vornamen“) in der gens Servilia waren Gaius, Gnaeus, Marcus, Publius und Quintus.

## Bedeutende Mitglieder nach Zweigen

### Servilii Prisci und Servilii Structi
- Publius Servilius Priscus Structus, Konsul 495 v. Chr.
- Spurius Servilius Priscus (Konsul 476 v. Chr.), Konsul 476 v. Chr.
- Quintus Servilius Priscus, Konsul 468 und 466 v. Chr.
- Publius Servilius Priscus, Konsul 463 v. Chr.
- Spurius Servilius Priscus (Zensor), Zensor 378 v. Chr.

### Servilii Ahalae
- Gaius Servilius Structus Ahala, Konsul 487 v. Chr.

- Gaius Servilius Ahala (Magister equitum 439 v. Chr.), tötete angeblich Spurius Maelius
- Gaius Servilius Ahala (Konsul), Konsul 427 v. Chr., wahrscheinlich auch Konsulartribun 419, 418 und 417 v. Chr.
- Gaius Servilius Ahala (Konsulartribun), Konsulartribun 408, 407 und 402 v. Chr.
- Gaius Servilius Ahala (Magister equitum 389 v. Chr.), möglicherweise auch Publius Servilius Ahala
- Quintus Servilius Ahala, Konsul 365, 362 und 342 v. Chr., Diktator 360 v. Chr.

### Servilii Fidenates
- Quintus Servilius Fidenas (Konsulartribun 402 v. Chr.), Konsulartribun 402, 398, 395, 390, 388 und 386 v. Chr.
- Quintus Servilius Fidenas (Konsulartribun 382 v. Chr.), Konsulartribun 382, 378 und 369 v. Chr.

### Servilii Caepiones
- Gnaeus Servilius Caepio (Konsul 253 v. Chr.), Konsul 253 v. Chr.
- Gnaeus Servilius Caepio (Konsul 203 v. Chr.), Konsul 203 v. Chr.
- Gnaeus Servilius Caepio (Konsul 169 v. Chr.), Konsul 169 v. Chr.
- Gnaeus Servilius Caepio (Konsul 141 v. Chr.), Konsul 141 v. Chr., Zensor 125 v. Chr.
- Quintus Servilius Caepio (Konsul 140 v. Chr.), Konsul 140 v. Chr.
- Quintus Servilius Caepio (Konsul 106 v. Chr.), Konsul 106 v. Chr., unterlag den Kimbern 105 v. Chr. in der Schlacht bei Arausio
- Quintus Servilius Caepio (Prokonsul 90 v. Chr.), Quästor 103 oder 100 v. Chr., fiel 90 v. Chr. im Bundesgenossenkrieg
- Quintus Servilius Caepio (Quästor), Militärtribun im Spartakuskrieg 72 v. Chr.
- Servilia Caepionis, Gattin des Marcus Iunius Brutus (Volkstribun 83 v. Chr.) und Mutter des gleichnamigen Caesarmörders
- Quintus Servilius Caepio Brutus, wohl identisch mit dem Caesarmörder Marcus Iunius Brutus

### Servilii Gemini
- Publius Servilius Geminus, Konsul 252 und 248 v. Chr.
- Gnaeus Servilius Geminus, Konsul 217 v. Chr., fiel 216 v. Chr. in der Schlacht bei Cannae
- Gaius Servilius Geminus (Prätor), Kriegsgefangener der Boier 218–203 v. Chr.
- Gaius Servilius Geminus (Konsul 203 v. Chr.), Sohn des Vorigen, Konsul 203 v. Chr., Diktator 202 v. Chr., Pontifex Maximus 183 v. Chr.
- Marcus Servilius Pulex Geminus, Konsul 202 v. Chr.
- Tiberius Claudius Servilius Geminus, römischer Statthalter (Kaiserzeit)

### Servilii Vatiae
- Gaius Servilius Vatia, Schwiegersohn des Quintus Caecilius Metellus Macedonicus (Konsul 143 v. Chr.)
- Publius Servilius Vatia, Sohn des Vorigen, Konsul 79 v. Chr., Zensor 55 v. Chr.
- Servilius Vatia, Senator unter Kaiser Tiberius

### Servilii Rulli
- Publius Servilius Rullus, Volkstribun 63 v. Chr.
- Publius Servilius Rullus (Reiterführer), Reiterführer Octavians (des späteren Augustus) 40 v. Chr.

### Servilii Cascae
- Publius Servilius Casca, einer der Caesarmörder, starb wohl 42 v. Chr.
- Gaius Servilius Casca, Bruder des Vorigen und ebenfalls ein Caesarmörder

### Weitere
- Servilius (Flottenkommandant), Flottenkommandant des Pompeius 65 v. Chr.
- Servilius Glaucia, Gesandter in Kleinasien 162 v. Chr.
- Gaius Servilius, Prätor oder Proprätor 102 v. Chr. auf Sizilien
- Gaius Servilius Diodorus, Ritter der ersten Hälfte des 3. Jahrhunderts
- Gaius Servilius Glaucia, Prätor 100 v. Chr., als Anhänger des Lucius Appuleius Saturninus getötet
- Gaius Servilius Tucca, Konsul 284 v. Chr.
- Publius Servilius Africanus, römischer Offizier (Kaiserzeit)
- Publius Servilius Globulus, Volkstribun 67 v. Chr., Prätor 64 v. Chr.
- Publius Servilius Isauricus, Konsul 48 und 41 v. Chr.
- Publius Servilius Balatro, Klient des Maecenas
- Publius Servilius Calvus, römischer Statthalter
- Marcus Servilius (Volkstribun), Volkstribun seit Dezember 44 v. Chr., setzte sich für die Caesarmörder ein
- Marcus Servilius (Konsul 3), Konsul 3 n. Chr.
- Marcus Servilius Silanus, römischer Suffektkonsul 152
- Marcus Servilius Nonianus, Konsul 35 n. Chr., Historiker
- Marcus Servilius Fabianus Maximus, Suffektkonsul 158
- Quintus Servilius, Prätor oder Proprätor 91 v. Chr., seine Ermordung war Auslöser des Bundesgenossenkriegs
- Quintus Servilius Pudens (Legat), römischer Legat, der 111 mit Plinius zusammentraf; vielleicht Vater des Konsuls von 166
- Quintus Servilius Pudens (Konsul 166), römischer Konsul 166
- Quintus Servilius Pudens (Statthalter), römischer Statthalter, Sohn des Konsuls von 166

- Damocrates Servilius, Arzt und medizinischer Schriftsteller in der Mitte des 1. Jahrhunderts in Rom[2]